# Josep Ildefons Suñol Soler
Josep-Ildefons Suñol Soler (Barcelona, 1927-Ibidem, 11 de noviembre de 2019) fue un empresario, abogado y coleccionista de arte español. 

## Biografía
Hijo del presidente del F.C. Barcelona Josep Suñol y Gloria Soler Elias (1898-1995).
Durante toda su trayectoria como empresario y coleccionista de arte destacó por su papel filantrópico y su actividad dentro de diversas causas sociales. Su actividad filantrópica se hizo efectiva a través de diversas fundaciones que impulsó desde la Fundació Glòria Soler, creada en 2015 para dar apoyo a diversos proyectos en el ámbito de la salud, especialmente en cuidados paliativos pediátricos y en la lucha contra el sida y la leucemia.
Desde la Fundación Suñol, inaugurada en 2007, con sede en el paseo de Gracia, y centrada en la promoción y difusión del arte contemporáneo a través de la organización de exposiciones reunió más de mil doscientas obras. La Fundación Suñol es la impulsora de un proyecto de difusión y producción artística de vanguardia.
En febrero de 2019 se anunció el cambio de ubicación de la sede. Tras doce años de actividad en el paseo de Gracia, se trasladaron a finales de 2019 al barrio de Les Corts. El nuevo emplazamiento es compartido con la Fundació Glòria Soler.

## Colección artística
Ildefons Suñol creó una gran colección del arte pop español del Equipo Crónica, junto con una serie de retratos fotográficos de pintores de la talla de: Alexander Calder, Salvador Dalí, Alberto Giacometti, Joan Miró y Pablo Picasso, realizados por Man Ray entre 1924 y 1931.
En sus fondos, podemos admirar obras de pintores muy diferentes, tales como dos obras de Andy Warhol -un retrato de Mao y una sopa Campbell's-; una de Picasso, Busto de mujer con blusa amarilla (1943); una de Miró, Composition bleue (1923); una de Dalí, Studies for motion picture scenario (1935); una de Giacometti, La Jambe (1958); una de  de Pablo Palazuelo, Ascendente nº 2 (1954); una de Julio González, Gran personaje de pie (1934), y una de Pablo Gargallo, Masque de Kiki de Montparnasse (1928).

## Premios
Cruz de san Jordi, otorgada por la Generalidad de Cataluña en 2017.